# Painted Pebble
Painted Pebbles ist der englische Ausdruck für bemalte Kieselsteine. Das Bemalen von Kieseln ist als Aktivität für Kinder beliebt, wird aber auch von Erwachsenen als Hobby betrieben. Meist kommen dabei Ölfarben, aber auch Filzstifte zum Einsatz. Beliebt ist auch ein Überzug aus Klarlack.

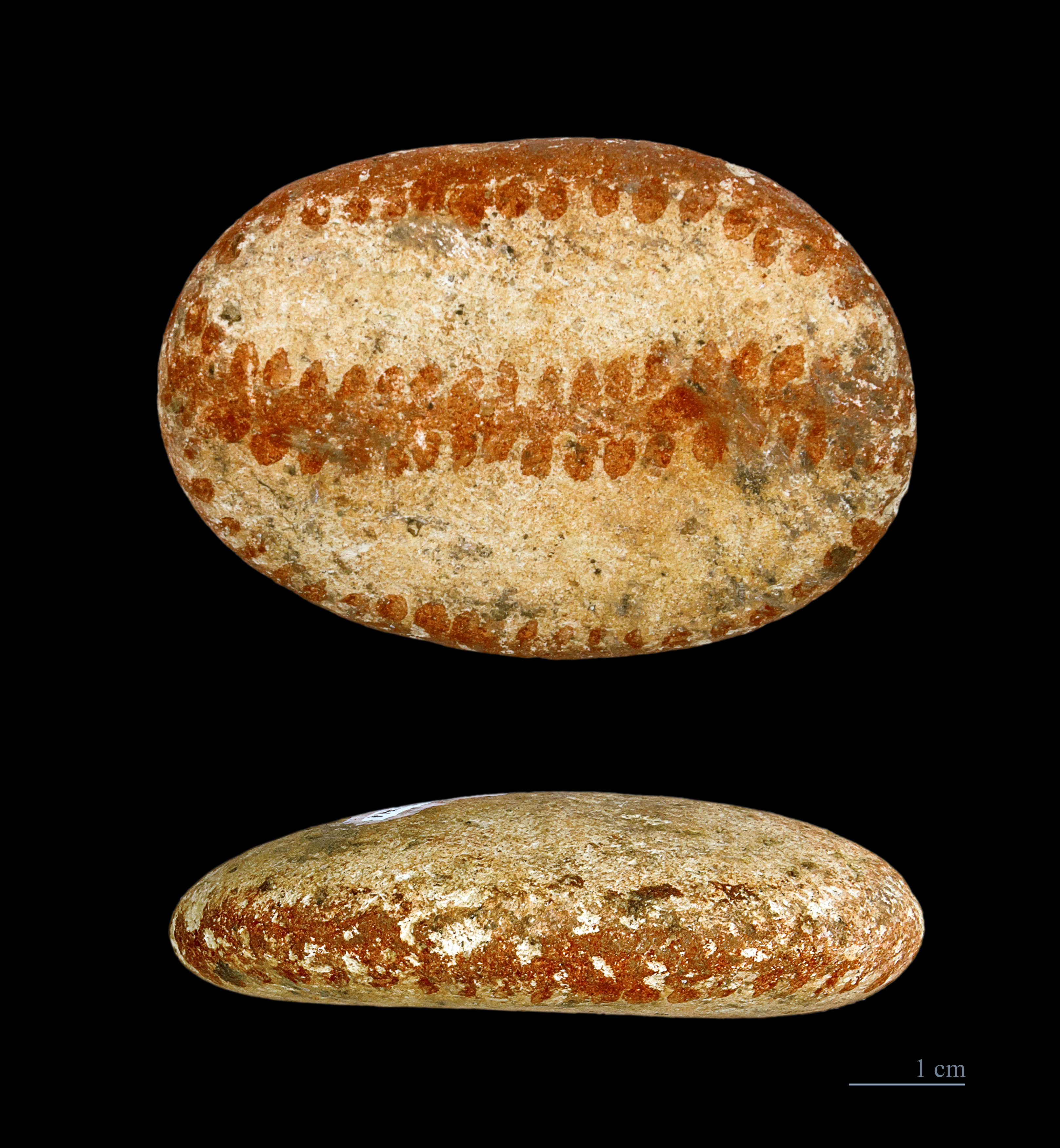
Bemalter Kiesel aus Frankreich

Bemalte Kiesel kommen unter anderem in der Höhle von Mas d’Azil im Abri Gay, im Spätmesolithikum Mitteleuropas (Birseck-Eremitage) und in der schottischen Eisenzeit vor.

## Beschreibung

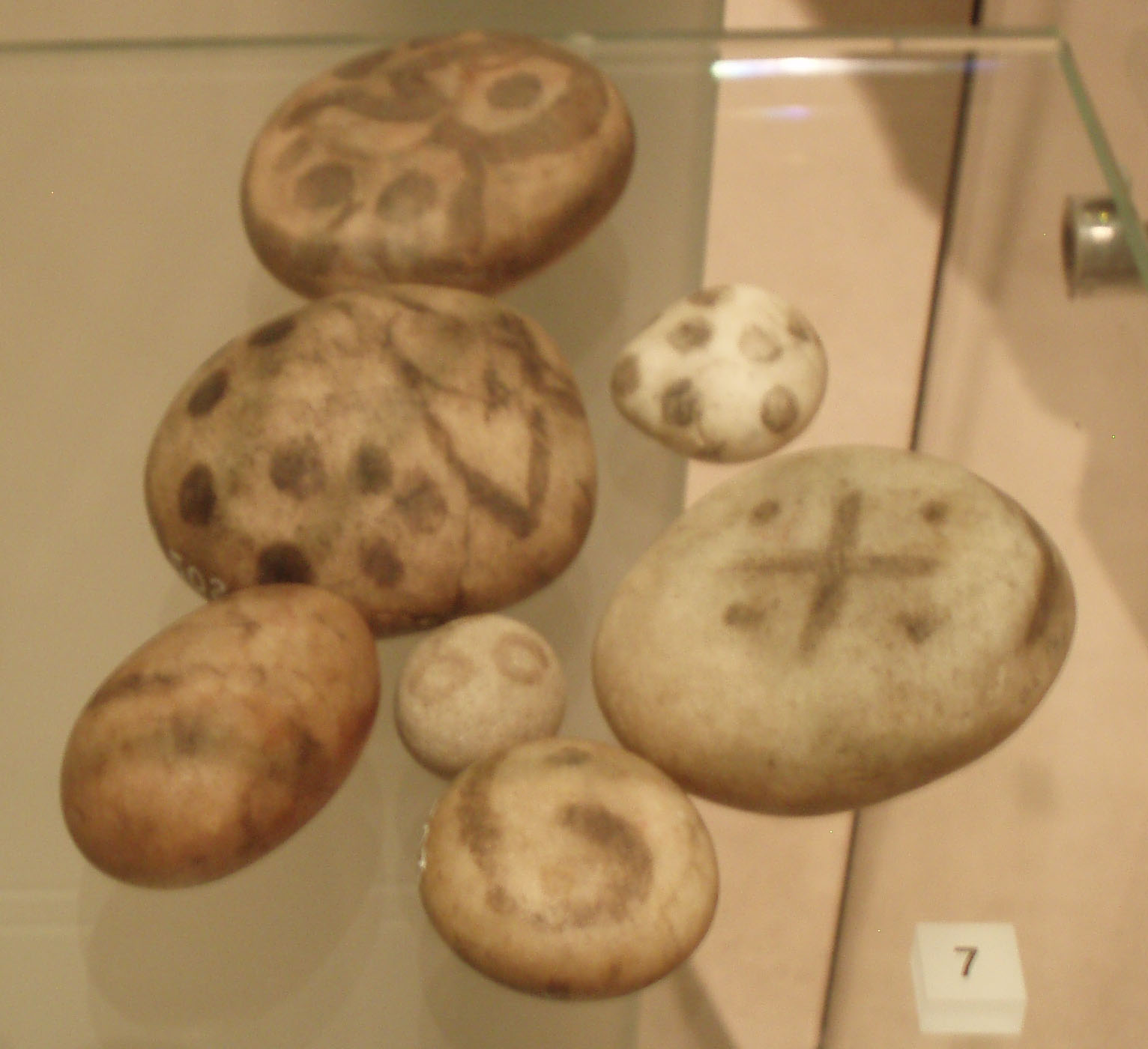
Painted Pebbles im Schottischen Nationalmuseum in Edinburgh

Bei den Painted Pebbles handelt es sich um bemalte Kieselsteine aus lokalem Quarzit, die mit Punkten, Halbkreisen oder Kreisen, geschwungene Linien, Kreuzen, Dreiecken und in einem Fall ein Drudenfuß versehen sind. Manche Zeichnungen haben Ähnlichkeit mit den auf piktischen Symbolsteine dargestellten Motiven. Die Größe der Kiesel reicht von 23 auf 14 mm bis 94 auf 77,5 mm, die überwiegende Zahl liegt bei etwa 30 auf 50 mm und lässt sich somit gut in der Hand halten.

## Zeitliche und kulturelle Zuordnung in Schottland

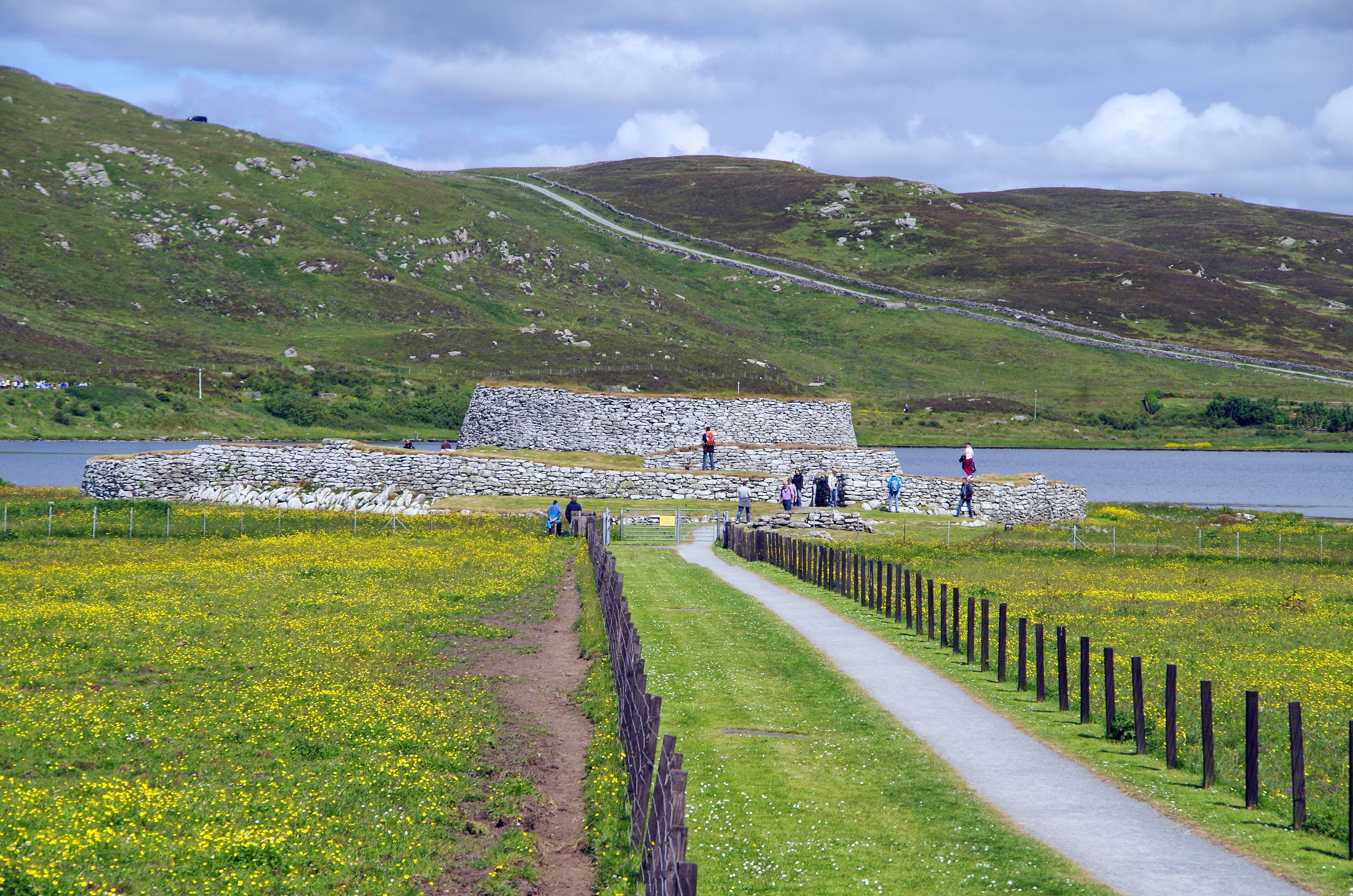
Einer der Fundorte: der Broch von Clickhimin

Sofern die lokalen Fundumstände eine stratigraphische Einordnung ermöglichten, wurden die Steine zunächst dem Zeitraum zwischen dem zweiten und dem achten Jahrhundert zugerechnet. Für zwei Steine wurde auch eine frühere Herstellung diskutiert, wobei bei diesen eine fluviatile Umlagerung in ältere Siedlungsschichten nicht ausgeschlossen werden konnte. Durch Funde von Mitte der 2000er Jahre konnte mittlerweile der Nachweis erbracht werden, dass die Steine bereits in der mittleren Eisenzeit, also vor der Zeitenwende in Gebrauch waren. Die überwiegende Zahl stammt aus oder aus dem Umfeld von eisenzeitlichen Brochs, und hierbei von solchen, für die eine spätere Nutzung durch piktische Bevölkerung nachgewiesen wurde. Der Stein von Buckquoy wurde ebenfalls in einer piktischen Siedlungsstelle gefunden. Der Einzelfund vom Hallow Hill im Westen von St Andrews in Fife lag in einem römerzeitlichen Kindergrab, das anhand der übrigen Beigaben auf das erste bis dritte Jahrhundert datiert werden konnte.

## Funktion
Welchem Zweck die Painted Pebbles gedient haben, ist bislang ungeklärt. Als am wahrscheinlichsten gilt, dass es sich um magische Steine handelt, die dem Träger Gesundheit versprechen, Krankheiten abwehren oder heilen oder sonstige Vorteile verschaffen sollten. Für diese Theorie spricht, dass derartige Steine, als „Charm-stones“ oder „Cold-stones“ bezeichnet, in den nördlichen Regionen der britischen Inseln, aber auch auf Island, eine lange Tradition hatten. In Wasser getaucht sollten sie dem Trinkenden Heilung von Krankheit versprechen. So berichtet Adomnan in seiner Lebensgeschichte von St. Columban für die Zeit um 565 von der Benutzung eines derartigen Steines und es ist ein Fall aus Angus dokumentiert, wo ein solcher noch 1870 von einem Bauern in einem Lederbeutel um den Hals getragen wurde. Ein Stein aus der Siedlung Bayanne House bei Sellafirth auf der Insel Yell wurde zusammen mit Artefakten gefunden, die als Ausstattung eines Schamanen betrachtet werden. Quarzkiesel waren auf den britischen Inseln als Grabbeigaben seit der Bronzezeit bekannt, möglicherweise als „Lichtstein“, der Tod und Wiedergeburt symbolisieren sollte.
Gestützt wird die Magie-Theorie von der Tatsache, dass die beiden Steine von Sandwick an der Südostküste von Unst gemeinsam mit Schlacken aus der Eisenverarbeitung gefunden wurden. In manchen Kulturkreisen werden Schmieden magische Kräfte und Verbindungen zur jenseitigen Welt zugesprochen. Auch der Stein von Portmahomack wurde in einem Bereich gefunden, in dem Kupfer hergestellt wurde. Der Melder, Martin Carver, war dort Leiter einer Ausgrabung, bei der eine piktische Klosteranlage aus dem 6. Jahrhundert entdeckt wurde.
Als weitere Möglichkeiten vorgeschlagen wurden die Verwendung als Schleuderstein, wobei die Bemalung entweder die Treffsicherheit magisch erhöhen oder den Eigentümer des Steines markieren sollte, aber auch die Funktion als Spielstein eines (ansonsten nicht bekannten) Spieles oder als Kultobjekt.

## Herstellung
Über die verwendeten Farben lassen sich keine Aussagen treffen, da deren braune Überreste bisher nicht für eine Untersuchung ausreichten. Experimentell konnten Anfang der 2010er Jahre gute Ergebnisse unter Verwendung eines pechartigen Materials erzielt werden, das als Rückstand bei der Verfeuerung von Torf entsteht. Dieser ist im Norden der britischen Inseln verbreitet an der Erdoberfläche zu finden, seine Nutzung als Heizmaterial auf den Shetlands bereits für die frühe Eisenzeit nachgewiesen. Aufgebracht wurde das Material mit einem Strohhalm, für die rundlichen Formen wurden halbierte Federkiele sowie die Stängel von Engelwurzen benutzt.

## Fundgeschichte und -orte

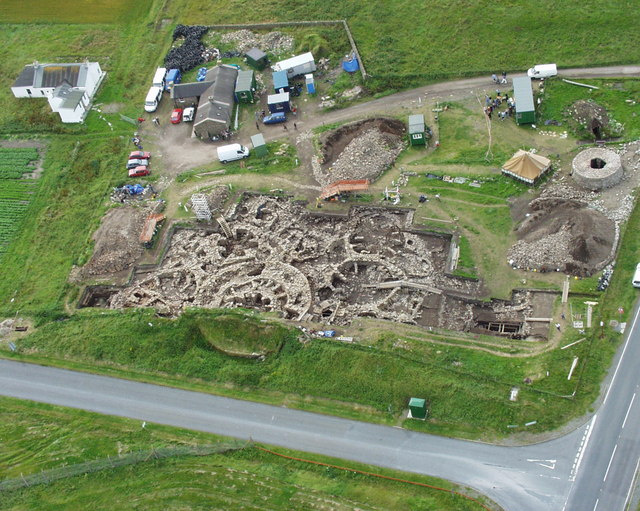
Ausgrabungen am Old Scatness

Die beiden ersten belegten Funde stammen von Ausgrabungen, die 1870 und 1871 von William Traill im Broch von Burrian durchgeführt wurden. Sie blieben unbeachtet, da sie in dem erst ein Jahrzehnt später veröffentlichten Bericht nur am Rande erwähnt wurden.
1890 begann der Unternehmer und Parlamentsabgeordnete Francis Tress-Barry, rund um seinen Wohnsitz Keiss Castle in Caithness archäologische Ausgrabungen durchführen zu lassen. Unter den im ersten Jahrzehnt seiner Aktivität untersuchten Objekten waren neun Brochs. Aufgrund sich widersprechender Aufzeichnungen waren darunter entweder drei oder vier verschiedene, in denen er insgesamt elf Painted Pebbles fand. Mit dem Road Broch von Keiss (Kirk Tofts, 1 Stein) und dem Broch von Keiss (West Broch, 3 Steine) konnten zwei davon identifiziert werden. Bei den übrigen sieben Painted Pebbles ist die Lokalität unklar. An verschiedenen Orten konnten bis 2014 insgesamt 55 Steine gefunden werden. Mit 14 Painted Pebbles als besonders ertragreich erwiesen sich Ausgrabungen, die seit Anfang der 2000er Jahre am Old Scatness auf Mainland, der Hauptinsel der Shetlands, durchgeführt wurden.
Insgesamt 35 Steine wurden auf den Shetlands gefunden, vier auf den Orkney, 12 im Norden von Highland sowie drei, jeweils Einzelfunde, in anderen Regionen Schottlands. Bei einem in Crosskirk, Caithness, gefundenen Stein, ergaben spätere Untersuchungen, dass die Einfärbung natürlichen Ursprungs war.
Acht der Steine werden im Schottischen Nationalmuseum in Edinburgh ausgestellt, weitere befinden sich im Orkney Museum in Kirkwall, im Shetland Museum in Lerwick sowie im Hunterian Museum der Universität Glasgow.